# لارس هيغ
لارس هيغ (بالدنماركية: Lars Høgh) (مواليد 14 يناير 1959) هو لاعب كرة قدم. يلعب مع منتخب الدنمارك لكرة القدم. سبق له أن لعب في كأس العالم لكرة القدم مع منتخب بلاده.

## مسيرته الكروية
لعب لارس هيغ خلال مسيرته الاحترافية مع نادِ واحدٍ في واحد وعشرون موسمًا ولم يسجل خلالها أي هدف ضمن 603 مباراة. حيث فاز في موسمين بالكأس وفي موسمين بالدوري.
خاض لارس هيغ مسيرته مع نادي أودنسه في موسم 1978 ليلعب معه واحد وعشرون موسمًا، مشاركًا في 603 مباراة ولم يسجل أي هدف.

## روابط خارجية
- لارس هيغ على موقع الاتحاد الدولي (مؤرشف)  (الإنجليزية)
- لارس هيغ على موقع قاعدة بيانات كرة القدم.إي يو (الإنجليزية)
- لارس هيغ على موقع ناشيونال فوتبول تيمز (الإنجليزية)
- لارس هيغ على موقع Soccerway.com (الإنجليزية)
- لارس هيغ على موقع عالم كرة القدم.نت (الإنجليزية)